# Corymbium
A Corymbium a fészkesvirágzatúak (Asterales) rendjén belül az őszirózsafélék (Asteraceae) családjába tartozó növénynemzetség. 
A Corymbioideae alcsalád egyetlen nemzetsége. A nemzetség összesen 9 faja a dél-afrikai Cape Floristic Region-ban endemikus.

## Fajok
- Corymbium africanum L.,
- Corymbium congestum E.Mey. ex Steud.,
- Corymbium cymosum E.Mey. ex DC.,
- Corymbium elsiae Weitz,
- Corymbium enerve Markötter,
- Corymbium glabrum L.,
- Corymbium laxum Compton,
- Corymbium theileri Markötter,
- Corymbium villosum L.f..

## Fordítás
Ez a szócikk részben vagy egészben  a   Corymbium című angol Wikipédia-szócikk ezen változatának fordításán alapul.  Az eredeti cikk szerkesztőit annak laptörténete sorolja fel. Ez a jelzés csupán a megfogalmazás eredetét és a szerzői jogokat jelzi, nem szolgál a cikkben szereplő információk forrásmegjelöléseként.